# Milites

I tre stati: religiosi, guerrieri e contadini (British Library: manoscritto Sloane 2435, f.85)

Il nome latino Milites, indicante in origine i corpi di fanteria ausiliaria dell'esercito romano, venne utilizzato nel Medioevo per designare gli uomini liberi atti all'uso delle armi, da cui avrebbe poi avuto origine la classe sociale dei cavalieri e, per esteso, la nobiltà.

## Inquadramento sociale
Oratores, bellatores e laboratores erano tradizionalmente le tre funzioni nelle quali si dividevano gli individui nella società attorno all'Anno Mille, come ben testimoniato dal vescovo Adalberone di Laon. I primi pregavano per la stabilità e la sicurezza del mondo cristiano, i secondi combattevano, mentre i terzi, attraverso il lavoro manuale, provvedevano al sostentamento di tutta la società. 
(Adalberone di Laon, vescovo, Poeme au roi Robert)
Il valore dei milites come cavalieri è documentato, del resto, dalla metamorfosi e, in seguito, dalla sublimazione del ruolo stesso della cavalleria: inizialmente i cavalieri erano i figli cadetti dei ricchi feudatari, che venivano mandati a combattere nell'esercito se già il feudo era stato ereditato dal primogenito. La figura del cavaliere rimase quindi, almeno fino all'XI secolo, quella di un predone rozzo e bellicoso, che combatteva principalmente per sé e per il proprio prestigio.
Quando però, in età comunale, i chierici, preoccupati delle loro violenze e scorribande, li arruoleranno indirizzandoli verso un fine più grande: la difesa della Chiesa. Grazie a questo fenomeno, i cavalieri divennero sempre più protettori della fede cristiana, e il loro emblema venne innalzato al modello del crociato, che si batte per una causa comune a tutti quanti. Intorno al XII secolo, il cavaliere mutò il proprio ruolo per divenire inoltre cavaliere-poeta, raffinando la propria cultura e distinguendosi non più solo per le capacità militari.

## Milites maiores e Milites minores
Nella società medievale, soprattutto in età comunale, si distinsero altre due tipologie di "sottoclassi" relative all'esercito, ma entrambe accostabili a corrispettive classi dell'ordinamento piramidale-gerarchico della stessa società. Queste due ulteriori divisioni riguardavano i cosiddetti milites maiores, detti anche cives maiores, ovverosia coloro che costituivano la cavalleria dell'esercito comunale e appartenevano dunque a tutti gli effetti all'aristocrazia. Essi erano formati da nobili del contado, da discendenti di valvassori, ma soprattutto da borghesi, costitutori di una sorta di "nuova nobiltà" e organizzati in speciali consorterie, ciascuna riunita a seconda di particolari rapporti (anche famigliari) o interessi e dotata di statuti e magistrature proprie.
Vi erano poi i milites (o cives) minores, coloro che invece costituivano il nerbo della fanteria, ruolo che nell'esercito veniva a rigore riservato al popolo. Formati perlopiù da artigiani e mercanti, attraverso l'arte che li accomunava si raggruppavano in corporazioni, che, analogamente alle consorterie borghesi, avevano la funzione di tutelare i diritti politici e gli interessi economici del ceto medio-basso. Non rientravano a far parte dei cives minores, però, i copiosi membri del popolo minuto (la plebe), in quanto scevro del diritto di riunirsi in associazioni.

### Fonti
- Adalberone di Laon (ca. 1030), Poeme au roi Robert.

### Studi
- Duby, Georges (1975), Le origini dell'economia europea: guerrieri e contadini nel Medioevo, Milano, Laterza.
- Duby, Georges (1980), Lo specchio del feudalesimo: sacerdoti, guerrieri e lavoratori, Milano, Laterza.